# Welch Rocks
Welch Rocks är en kulle i Antarktis. Den ligger i Östantarktis. Australien gör anspråk på området. Toppen på Welch Rocks är 12 meter över havet.
Terrängen runt Welch Rocks är lite kuperad. Havet är nära Welch Rocks åt nordväst. Trakten är glest befolkad. Närmaste befolkade plats är Mawson Station, 6,4 kilometer söder om Welch Rocks. 